# روغاشكا سلاتينا
روغاشكا سلاتينا (بالإنجليزية: Rogaška Slatina)‏ هي مستوطنة تقع في سلوفينيا في Rogaška Slatina Municipality.[بحاجة لمصدر] يقدر عدد سكانها بـ 5,105 نسمة ومساحتها 5.4 كم2 وترتفع عن سطح البحر 223.6 متر.